# Habeş Eyaleti

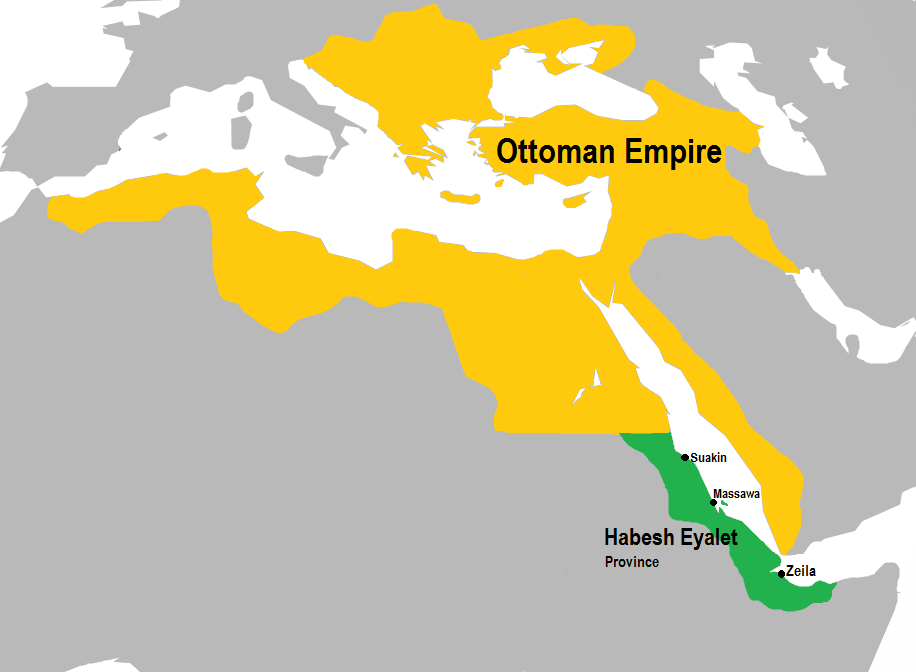
Das Habesch-Eyâlet in grün (16. und 17. Jahrhundert)

Habeş Eyaleti war eine 1555 errichtete Verwaltungseinheit (Eyâlet) im Osmanischen Reich, die unter anderem zeitweise das Gebiet des heutigen Staates Eritrea am Roten Meer umfasste. Der Name des Eyalets leitet sich von dem arabischen Namen al-Ḥabaša für Äthiopien (alter Name: Abessinien) ab.

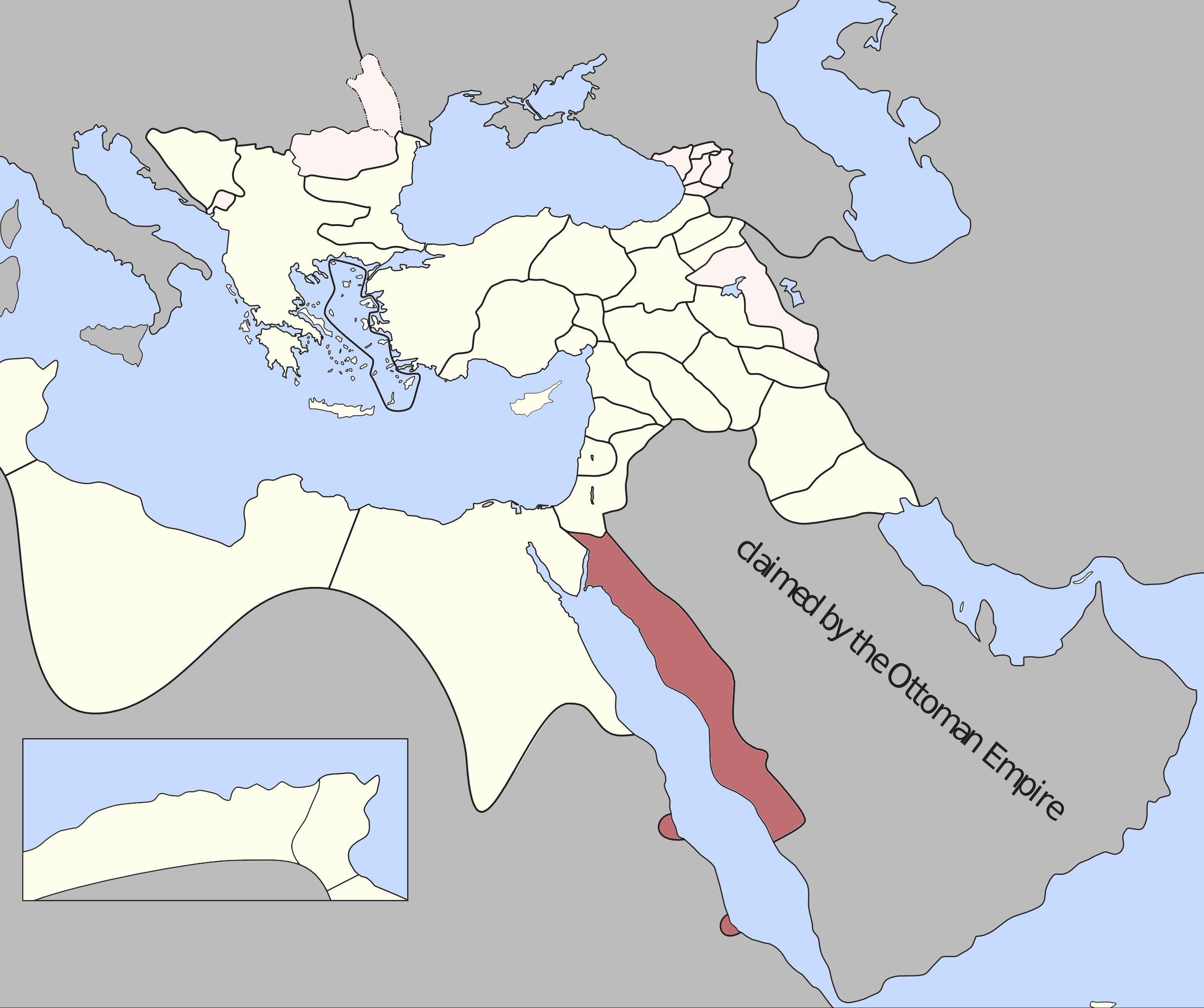
Der Amtsbereich des Gouverneurs des Eyalets Dschidda und Habeş im 18. Jahrhundert in rot

Die Provinz bestand aus den Eroberungen des ersten Beylerbeyi Özdemir Pascha und seines Sohnes Özdemiroğlu Osman Pascha (später Großwesir 1584/85) und umfasste wesentlich die Städte Debarwa, Sawakin und Massaua. Debarwa ging noch im 16. Jahrhundert wieder endgültig an die Äthiopier verloren. Andererseits wurde durch den Machtverfall Portugals auch die Bedrohung des Osmanischen Reiches durch eine portugiesisch-äthiopische Allianz bedeutungslos. Im 17. Jahrhundert stellte sich zwischen der osmanischen Provinz und Äthiopien ein Gleichgewicht und ein friedliches Nebeneinander ein. Die osmanische Präsenz beschränkte sich zunehmend auf die Städte Sawakin und Massaua. Zeitweise war kein Gouverneur bestellt. Zu Beginn des 17. Jahrhunderts erscheint auch Dschidda als Bestandteil des Eyalets.
Gegen Ende des 17. Jahrhunderts, als die Bedeutung der Städte Massaua und Sawakin für den Handel zurückging, wurde die Verwaltung von Massaua zunehmend Einheimischen überlassen. 1701 wurde dann  das Amt des Gouverneurs mit dem des Mutasarrıf des Sandschaks von Dschidda  und dem des  Mekke-i Mükerreme şeyhülharemi, des Aufsichtsbeamten für die heiligen Städten des Islam vereinigt, Sitz des Gouverneurs wurde Medina. Nach der Erschütterung der osmanischen Herrschaft in Arabien durch die Wahhabiten wurde im Zuge der Restauration der osmanischen Herrschaft durch den ägyptischen Statthalter Muhammad Ali Pascha dessen Sohn Ibrahim Pascha zeitweilig Gouverneur des Eyalets Dschidda und Habeş (Cidde ve Habeş Eyaleti).
Als dann nach der Orientkrise 1840 Muhammad Ali Pascha die Gebiete außerhalb Ägyptens aufgeben musste, wurde die direkte osmanische Herrschaft in Arabien und im Eyalet (nunmehr: Eyalet Dschidda) neu organisiert. Unter dem Gouverneur des Eyalet mit dem Sitz in Dschidda, später in Mekka, bestanden die Liwas (Sandschaks) Necit (Nedschd), dessen Gouverneur ein Angehöriger der Familie Saud war, und Yemen (Jemen), der ab 1849 zu einem eigenen Eyalet erhoben wurde. Neben dem Eyalet Dschidda und Habeş bestand ein Emirat Mekke-i Mükerreme (Mekka) im Range eines Eyalets unter dem Großscherifen und ein Eyalet-i Harem-i Nebevî für die Moschee des Propheten in Medina unter einem Şeyhülharem im Range eines Paschas. Die ostafrikanischen Besitzungen Sawakin und Massaua wurden bereits 1846 wieder an Muhammad Ali Pascha verpachtet. Nachdem die Städte nach dem Tod Muhammad Alis 1849 erneut unter direkte osmanische Herrschaft fielen, wurden sie 1851 als Liwas (Sandschaks) des Eyalet Dschidda organisiert, aber bereits 1865 an den ägyptischen Gouverneur Ismail Pascha zunächst auf Lebenszeit weitergegeben. Sie wurden kurz darauf auch, zusammen mit der Erblichkeit der Statthalterschaft von Ägypten und der Rangerhöhung als Khedive, dessen erblicher Besitz, wenn auch unter nomineller osmanischer Oberhoheit. Im Zuge der Verwaltungsreform ab 1867 wurde kurz darauf auch das Eyalet Dschidda vom Vilâyet Hedschas (Hicaz Vilâyeti) abgelöst und die osmanische Verwaltung in Arabien neu geordnet.
1884/1885 wurden dann die letzten nominellen Überreste der osmanischen Herrschaft in Ostafrika von Briten (Anglo-Ägyptischer Sudan und Somaliland) und Italienern (Eritrea und Somalia) beseitigt.